# Rue du Coq-d'Inde (Toulouse)
Pour l’article homonyme, voir Rue du Coq-d'Inde.
La rue du Coq-d'Inde (en occitan : carrièra del Gal d'India) est une voie de Toulouse, chef-lieu de la région Occitanie, dans le Midi de la France.

## Situation et accès

### Description
La rue du Coq-d'Inde est une voie publique. Elle se trouve au cœur du quartier des Carmes, dans le secteur 1 - Centre. Longue de 102 mètres, cette rue étroite, dont la largeur ne dépasse pas 4 mètres, naît perpendiculairement à la rue des Paradoux, formant une petite place avec cette rue. Elle se termine au croisement de la rue des Filatiers, au niveau de la place de la Trinité.
La chaussée compte une seule voie de circulation automobile en sens unique, de la rue des Filatiers vers la rue des Paradoux. Elle est définie comme une voie piétonne où la circulation automobile y est réglementée et la vitesse limitée à 6 km/h. Il n'existe pas d'aménagement cyclable.

### Voies rencontrées
La rue du Coq-d'Inde rencontre les voies suivantes, dans l'ordre des numéros croissants :
1. Rue des Paradoux
2. Rue des Filatiers

## Odonymie

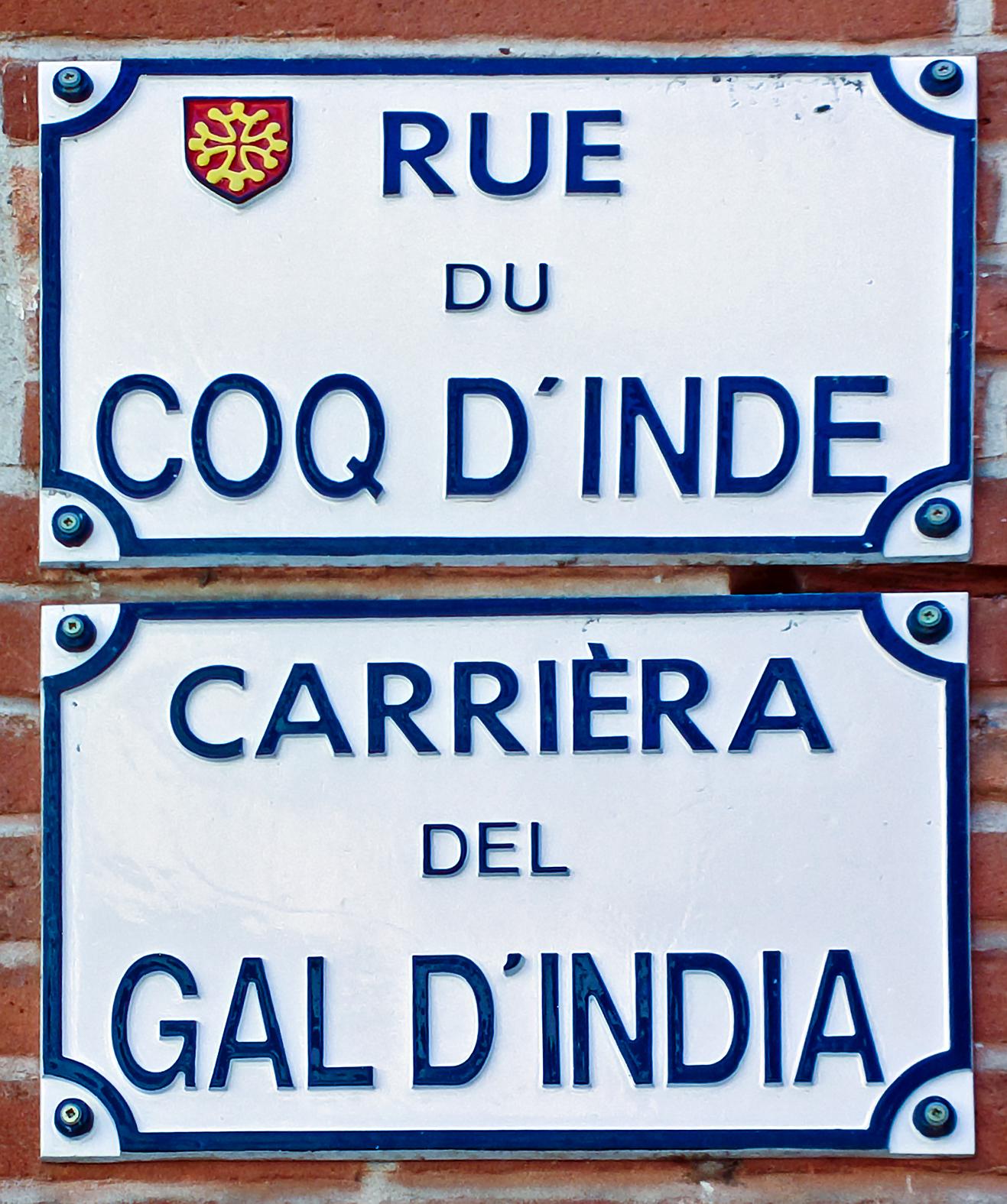
Plaques de rue en français et en occitan.

Le nom de la rue du Coq-d'Inde est apparu au milieu du XVIIe siècle. Il vient d'une auberge qui avait pour enseigne un « coq d'Inde », c'est-à-dire un dindon. Cet animal rare, importé d'Amérique par les Jésuites au cours du XVIe siècle, était souvent choisi comme enseigne d'auberge (emplacement de l'actuel no 3),.
Au Moyen Âge, cette rue porta dès la fin du XIIIe siècle le nom de rue Sesquières – ou Sesquières-Vieilles pour la distinguer d'autres rues de Toulouse qui portaient le même nom : la rue Sesquières ou Sequières-Neuve, nom que portait l'actuelle rue Maletache au XIVe siècle, et la rue Sesquières, seule à avoir gardé ce nom. Comme la rue Sesquières-Neuve, elle tenait son nom des artisans sesquiers, qui faisaient le rempaillage des chaises et employaient le sesque (sesca en occitan), plante aquatique qui pousse dans la région. Pierre Salies cependant, qui ne se satisfait pas de cette explication, pense qu'elle viendrait de ce que des sesques poussaient dans la rue, le long du ruisseau qui s'écoulait de la place Rouaix à la Garonne. À partir du XVe siècle, on rencontra également le nom de rue Dadières, ou parfois Didières. Ce nom venait d'une confrérie d'artisans, appelés « dadiers » (dadièrs en occitan), qui fabriquaient des dés à jouer (dedal ou didal en occitan). En 1794, pendant la Révolution française, la rue porta quelque temps le nom de rue Sérénité,.

## Histoire

### Moyen Âge et période moderne
Au Moyen Âge, la rue Sesquières (actuelle rue du Coq-d'Inde) appartient au capitoulat de la Dalbade. Ce n'est qu'une rue étroite, qui s'étend de la petite place des Fustiers, au carrefour des rues des Paradoux et Sesquières, et la Grand-rue (actuelle rue des Filatiers). Elle occupe cependant un emplacement privilégié, au cœur du quartier des drapiers et des artisans de la draperie toulousaine, qui s'étend à l'ouest entre la rue des Paradoux et la rue des Drapiers (actuelle rue Jacques-Cujas), et la rue des Filatiers. On y trouve de nombreux artisans, en particulier des « sesquiers » qui font le rempaillage des chaises et des « dadiers » qui fabriquent des dés à jouer. Le quartier est par ailleurs desservi par un puits, qui fournit l'eau potable, sur la place des Fustiers,. Parmi les habitants de la rue se remarquent certains marchands parvenus à la fortune et au capitoulat, tels Raimond Cabriolle qui a son hôtel (emplacement de l'actuel no 8).
Le Grand incendie, qui se déclare le 7 mai 1463 dans une boulangerie à l'angle des rues des Chapeliers (actuelle rue du Languedoc) et Maletache, détruit les maisons de la rue Sesquières – ainsi, l'hôtel et la tour de Raimond Cabriolle disparaissent complètement. En 1478, on commence à peine à reconstruire et on le cadastre ne mentionne que des « places à bâtir ». Progressivement, les membres de l'aristocratie font élever de vastes hôtels particuliers, entre le XVIIe siècle (actuels no 1 et 3 ; no 2) et le XVIIIe siècle, tel l'hôtel des Ségla, famille de conseillers au parlement (actuel no 8). C'est dans la première moitié de ce siècle qu'une auberge à l'enseigne du Coq d'Inde s'installe dans la rue (emplacement de l'actuel no 3). À la fin du siècle, elle est habitée par Jean-Raymond-Augustin Dastarac, le « médecin des pauvres », qui soigna les habitants de la paroisse de la Dalbade, et mourut en 1808.

### Époque contemporaine
Au début du XIXe siècle, la municipalité toulousaine met en œuvre un vaste plan d'élargissement des rues de la ville, afin de favoriser la circulation et l'hygiène. On aménage d'ailleurs un égout qui descend de la place de la Trinité à la Garonnette, en passant par la rue de la Madeleine. Au cours du siècle, plusieurs immeubles sont reconstruits à l'alignement dans le goût néo-classique, particulièrement du côté nord de la rue (actuels no 5 à 19). Le quartier bénéficie encore de l'animation marchande des rues voisines. En 1865, la maison Huc, magasin de mode, « le magasin de nouveautés le plus important et le plus vaste du Midi », fondée rue des Marchands (actuel no 32), s'agrandit en ouvrant son magasin d'ameublement dans la rue du Coq-d'Inde (actuels no 9-11). 
Dans la première moitié du XXe siècle, on y trouve encore de nombreux commerces – la Bonneterie de l'Est (actuel no 7), Au Patron Élégant (actuel no 17).

## Patrimoine et lieux d'intérêt

### Hôtels particuliers
- no  2 : hôtel particulier. 
Un hôtel particulier est construit au XVIIe siècle, peut-être pour Jean-Étienne de Palarin, avocat au parlement et capitoul en 1662-1663[16]. Il se compose de plusieurs corps de bâtiments, qui s'organisent autour de deux cours. La façade sur la rue du Coq-d'Inde, large de douze travées, est de style classique. Elle s'élève sur trois niveaux décroissants, séparés par des cordons. Le rez-de-chaussée est percé d'une grande porte cochère, voûtée en plein cintre, et ouvert du côté est par deux arcades de boutiques, également en plein cintre, séparées par une ouverture rectangulaire. Le côté ouest, remanié au XIXe siècle, est percé de trois hautes arcades de boutique en plein cintre. Aux étages, les fenêtres ont des appuis en pierre et des garde-corps en ferronnerie[17].

- no  8 : hôtel Ségla. 
Un premier hôtel particulier avec une tour capitulaire sont élevés pour le capitoul Raimond Cabriolle, mais il est entièrement détruit par l'incendie de 1463. Au début du XVIe siècle, plusieurs parcelles sont rassemblées et un nouvel hôtel particulier est construit pour Pierre Sudre : il comprend d'ailleurs la parcelle de l'actuel no 6 rue du Coq-d'Inde et une partie du no 51 rue des Filatiers. L'immeuble passe, entre 1550 et 1571, à Arnaud de Ségla, capitoul en 1565-1566. Il est remanié à la fin du siècle par son fils, le conseiller au parlement Guillaume de Ségla. Ses descendants en restent propriétaires jusqu'à la Révolution française. L'édifice se compose d'un bâtiment principal à plusieurs corps s'organisant autour d'une grande cour rectangulaire et d'une plus petite cour latérale carrée[9],[18].

### Immeubles
- no  1 : immeuble. 
L'immeuble, de style classique, est élevé au XVIIe siècle, peut-être pour François Girardin, apothicaire et capitoul en 1654-1655. Les fenêtres du 2e étage ont des garde-corps en fer forgé à motifs géométriques[19].

- no  6 : immeuble. 
L'immeuble, de style classique, est construit au XVIIIe siècle. Il s'élève sur trois étages, séparés par des cordons. Les fenêtres du 1er étage sont surmontées de corniches moulurées et ont des garde-corps en fer forgé[20].

- no  9 : immeuble. 
L'immeuble est construit dans la première moitié du XIXe siècle, dans un style néo-classique toulousain. Il est occupé, à la fin du siècle par la Maison Huc, magasin de mode et de lingerie. Au 1er étage, les fenêtres sont surmontées de corniches et le balcon continu en pierre a un garde-corps en fer forgé. Au 2e étage, les fenêtres ont aussi des garde-corps[21],[22].